# Stevan Šupljikac
Stevan Šupljikac (szerb cirill írással Стеван Шупљикац; Petrinja, 1786. – Pancsova, 1848. december 15.) szerb nemzetiségű osztrák, illetve egy időben francia katonatiszt, majd 1848-tól vezérőrnagyi rangban a császári hadsereg tábornoka, az 1848–1849 között fennálló Szerb Vajdaság első vajdája.

## Élete
Apja még a francia forradalom elleni háborúkban szerzett nemességet. Šupljikac 1805-ben lépett be a Habsburg Birodalom hadseregébe, és szépen haladt előre a ranglétrán. 1805-től zászlósi, 1809-től hadnagyi, 1810-től főhadnagyi rangban teljesített szolgálatot. A schönbrunni békében Ausztria jelentős balkáni területekről mondott le a Francia Császárság javára, így Šupljikac katonai pályafutása a francia hadseregben folytatódott.
I. Napóleon császár 1812-es oroszországi hadjáratában Auguste de Marmont marsall segédtisztjeként vett részt, itt kiérdemelte a Becsületrendet. Az 1813-as hadjáratot még francia oldalon harcolta végig, de 1814-ben egy Magdeburgban állomásozó horvát század élén elhagyta a francia hadsereget, és visszatért a Habsburg-haderőhöz. 1815-ben, a napóleoni háborúk lezárultával a XII. német–bánsági határőrezred századosa volt. Békeszolgálatban, ha lassan is, de tovább emelkedett a ranglétrán. 1832-ben őrnagy, 1837-ben alezredes lett a 3. ogulini határőrezredben. 1842-től ezredesi rangban teljesített szolgálatot.
1847-től Itáliában szolgált, 1848-ban Joseph Wenzel Radetzky alatt harcolt a szárd-piemonti hadsereg és az olasz nemzeti felkelők ellen. 1848. május közepén a karlócai szerb nemzeti gyűlés a Szerb Vajdaság vajdájává választotta. Vezérőrnaggyá léptették elő, és a Délvidékre küldték, hogy átvegye az ottani szerb csapatok parancsnokságát. Erre október 6-án került sor. December 15-én Stevan Knićaninnal együtt rajtaütött Damjanich János Jarkovácon állomásozó seregén, de vereséget szenvedett. December közepén csapatainak megszemlélése közben szívinfarktust kapott, és rövid idő alatt meghalt.